# Zovasar
Zovasar (en arménien Զովասար ; jusqu'en 1978 Aghakchik) est une communauté rurale du marz d'Aragatsotn, en Arménie. Elle compte 493 habitants en 2009.